# Barry Nelson
Barry Nelson (nascut Robert Haakon Nielson el 16 d'abril de 1917 a San Francisco, Califòrnia, i mort el 7 d'abril de 2007 al comtat de Bucks, Pennsilvània), va ser un actor estatunidenc.
Va ser el primer actor a haver interpretat el paper de James Bond (el 1954, a la televisió americana).

## Biografia
Es va diplomar a la universitat de Berkeley (Califòrnia) el 1941 i va signar gairebé immediatament amb la MGM per treballar al cinema, en papers secundaris seriosos (com L'Ombra de l'Introbable, Dr. Kildare's Victory,etc..)
Els seus inicis a Broadway el 1943 destacà en l'obra de Moss Hart (Winged Victory) i un any més tard va interpretar el Caporal Barry Nelson a l'adaptació cinematogràfica del 1944.
En els anys de la postguerra, treballa sobretot al teatre.
Apareix en una sèrie d'èxit de Nova York, The Moon is Blue. A la TV, al drama Alfred Hitchcock Presents (1955) i en un episodi memorable de The Twilight Zone  (1959).
En els anys 1960, ha continuat demostrant el seu talent, però no en pel·lícules, tot i haver aparegut en l'adaptació cinematogràfica de Mary, Mary amb Barbara Bel Geddes (amb Debbie Reynolds reprenent aquest paper), però no va ser ben rebuda.
Els anys 1970 han estat un molt bon decenni per a ell al teatre, amb Seascape, les Conquestes normandes i The Act amb Liza Minnelli. I un paper a la pel·lícula d'èxit Aeroport (1970) però relativament poc per consolidar un estatus d'actor principal.
Barry Nelson va morir el 7 d'abril de 2007.

## Filmografia

### Cinema
- 1941: Shadow of the Thin Man
- 1942: Johnny Eager
- 1942: A Yank on the Burma Road
- 1942: Dr. Kildare's Victory
- 1942: Don't Talk
- 1942: Rio Rita
- 1942: The Affairs of Martha
- 1943: The Human Comedy
- 1943: Bataan
- 1943: A Guy named
- 1944: Winged Victory
- 1946: The Luckiest Guy in the World
- 1947: The Beginning or the End
- 1947: Undercover Maisie
- 1948: Tenth Avenue Angel
- 1951: Man with My Face
- 1956: The First Traveling Saleslady
- 1959: Hudson's Bay
- 1963: Mary, Mary
- 1969: Seven in Darkness
- 1970: Airport
- 1972: Pete i Tillie (Peter and Tillie)
- 1972: Climb an Angry Mountain
- 1974: Sin, American Style
- 1977: Washington: Behind Closed Doors
- 1978: Greatest Heroes of the Bible
- 1980: Island Claws
- 1980: The Shining

### Televisió
- 1948: The Chevrolet Tele-Theatre (episodi Close Quarters)
- 1950: The Chevrolet Tele-Theatre (episodi Midnight Flight)
- 1950: The Philco Television Playhouse (episodi Home Town)
- 1950: Robert Montgomery Presents (episodi The Egg and I)
- 1950: Suspense (episodi The Old Man's Badge)
- 1950: Starlight Theatre (episodi Second Concerto)
- 1950: Suspense (episodi The Gentleman from America)
- 1950: Starlight Theatre (episodi The Roman Kid)
- 1950: Starlight Theatre (episodi The Juggler)
- 1950: Suspense (episodi A Pocketful of Murder)
- 1950: The Philco Television Playhouse (episodi Dear Guest and Ghost)
- 1950: Pulitzer Prize Playhouse (episodi The End Game)
- 1950: Suspense (episodi The Guy from Nowhere)
- 1951: Suspense (episodi Tough Cop)
- 1951: Suspense (episodi Dead Fall)
- 1952-1954: The Hunter
- 1953: Willys Theatre Presenting Ben Hecht's Tales of the City (episodi n°1)
- 1953-1955: My Favorite Husband
- 1954: Casino Royale (episodi de Climax !)
- 1955: Schlitz Playhouse of Repartiment (episodi The Uninhibited Female)
- 1956: Producciós' Showcase (episodi Happy Birthday)
- 1958: Climax ! (episodi The Push-Button Giant)
- 1958: Lux Playhouse (episodi Drive a Desert Road)
- 1959: Alfred Hitchcock Presents (episodi The Waxwork)
- 1960: The DuPont Show with June Allyson (episodi Threat of Evil)
- 1960: Zane Grey Theater (episodi Deception)
- 1960: The United States Steel Hour (episodi A Time to Decide)
- 1963: The DuPont Show of the Week (episodi The Bachelor Game)
- 1963: Ben Casey (episodi My Love, My Love)
- 1964: Bob Hope Presents the Chrysler Theatre (episodi Wake Up, Darling)
- 1964: Alfred Hitchcock presents (episodi Anyone for Murder ?)
- 1964: The Greatest Show on Earth (episodi There Are No Problems, Only Opportunities)
- 1964: Dr. Kildare (episodi Maybe Love Will Save My Apartment House)
- 1964: Kraft Suspense Theatre (episodi One Tiger to a Hill)
- 1964: Alfred Hitchcock presents (episodi Misadventure)
- 1967: Vacation Playhouse (episodi Heaven Help Us)
- 1969: Love, American Style (episodi Love and the Militant)
- 1971: Longstreet (episodi Spell Legacy Like Death)
- 1973: Ghost Story (episodi Doorway to Death)
- 1978: Kaz (episodi A Case of Class)
- 1978: Galactica (episodi Les Guerriers victorieux)
- 1978: David Cassidy - Man Undercover (episodi RX For Dying)
- 1979: The Ropers (episodi The Skeleton)
- 1982: Magnum, P.I. (episodi Il·lusió i realitat)
- 1988: J.J. Starbuck (episodi The Rise and Fall of Joe Piermont)
- 1990: Monsters (episodi Far Below)